# 山路出入口
山路出入口（さんじでいりぐち）は、福岡県北九州市八幡東区にある北九州高速道路4号線の出入口。
長らく大谷出入口と紫川出入口の間距離が長いことが議論された結果、1995年9月に完成した。北九州市立美術館の最寄出入口である。

## 周辺
- 福岡県道51号曽根鞘ヶ谷線
- 福岡県立八幡高等学校
- 九州ゴルフ倶楽部（八幡コース）
- モータースクールいとうづの森
- 到津の森公園
- 社会福祉法人ふらて福祉会ヘルパーステーション・フロイデ
- 北九州市立槻田小学校
- 西野病院
- 九州計量器北九州営業所
- 九州電力槻田変電所
- 八幡東ニュータウン

## 料金所

### 入口
- ブース数：2
  - ETC専用：1
  - 一般：1

## 隣
北九州高速4号線
(407)紫川出入口 - 紫川JCT - (408)山路出入口/PA - (409)大谷出入口